# Vindolanda-Tafeln
Die Vindolanda-Tafeln sind ein Fundkomplex aus dem Kastell Vindolanda, einem ehemaligen römischen Militärlager, dessen Besatzung für Sicherungs- und Überwachungsaufgaben im Hinterland des Hadrianswalls in Großbritannien eingesetzt wurde. Die aus Holz gefertigten Täfelchen dienten als Beschreibstoff und waren zur Zeit ihrer Entdeckung die ältesten noch erhaltenen, handgeschriebenen Dokumente in Großbritannien (2010 wurden sie abgelöst von den Bloomberg-Tafeln).
Die Dokumente zeichnen unter anderem offizielle Militärangelegenheiten auf, aber auch persönliche Nachrichten zwischen den Soldaten und deren Familien und Sklaven. Es werden an die Principia geleistete Zahlungen erwähnt, Getreidelieferungen bestätigt, Lebensmittel wie Wein und Ziegenmilch erwähnt, Bier angefordert und Schuhkäufe abgerechnet sowie Kleidungsstücke geordert. Ebenso hat sich die Bitte um Empfehlung an einen Vorgesetzten erhalten. Von großer Bedeutung sind Tagesberichte und eine Beschreibung der britischen Kampftaktik.
Die ausgegrabenen Tafeln befinden sich fast alle im British Museum, wenige befinden sich in Vindolanda selbst. 2010 waren 752 Tafeln übersetzt und publiziert, doch es werden immer noch welche in Vindolanda gefunden.

## Herstellung und Gebrauch

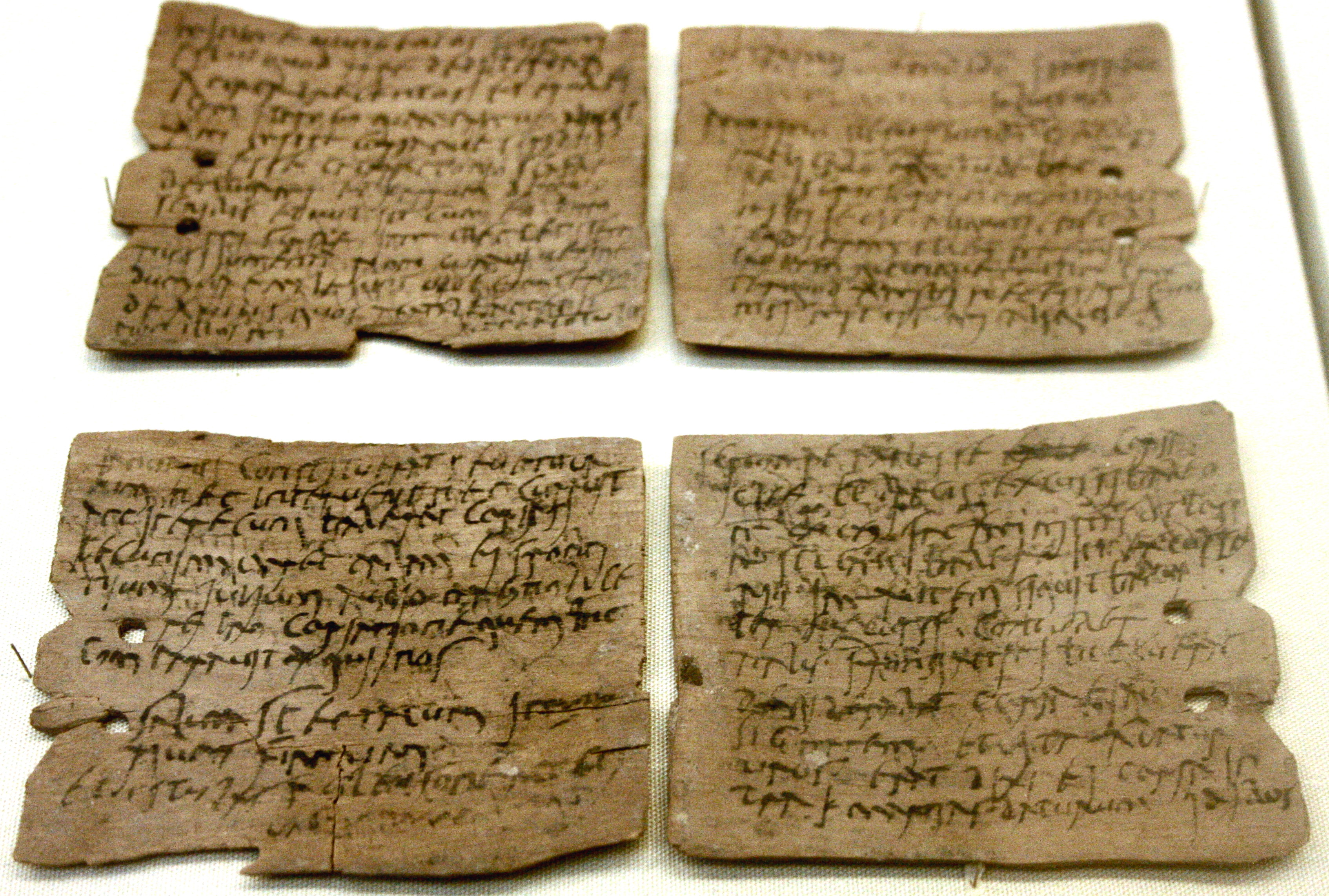
Schreibtafel Nr. 343, Brief des Octavius an Candidus über Getreidenachschub

Im Zuge mehrerer Ausgrabungskampagnen wurden ab 1973 über tausend zumeist fragmentierte hölzerne Täfelchen geborgen, die in lateinischer Sprache verfasste Schreiben unterschiedlichster Art enthalten. Sie bieten der Papyrologie und der Paläographie wertvolle Informationen zum antiken Schriftwesen und zur Entwicklung der lateinischen Kursivschrift, der Klassischen Philologie und  Lateinischen Linguistik zur Entwicklung der lateinischen Umgangssprache, des sogenannten Vulgärlateins, und der Geschichtswissenschaft zur römischen Heeres-, Alltags- und Provinzialgeschichte. Aus dem militärisch-dienstlichen Alltag der Garnison stammen Akten, die Proviantlisten und Truppenbewegungen beinhalten, doch auch über Kampfeinsätze wird berichtet. Daneben finden sich über hundert offizielle Dienstschreiben sowie private Korrespondenz einzelner Soldaten. Andere Briefe gehören in das Umfeld des Lagerdorfs und stammen von Händlern und Soldatenfrauen. Die erstmals ab 1983 publizierten Tafeln umfassen die Zeit zwischen 85 und 130 n. Chr. Der Schwerpunkt liegt in den Jahren 92 und 103 n. Chr., als die 9. Bataverkohorte in Vindolanda stationiert war.
Die dünnen Täfelchen sind relativ normiert und besitzen eine durchschnittliche Größe von rund 20 × 9 Zentimetern. Zumeist aus Erlenholz, seltener aus Birke, sind sie mit Tinte beschrieben. War mehr als ein Täfelchen notwendig, um das zu Schreibende unterzubringen, wurden, wie auch bei den verbreiteteren Wachstafeln üblich, zwei (Diptychon) oder mehrere (Polyptychon) von ihnen zu einem Leporello vereinigt. Bücher dieser Art sind auch in einigen weiteren Fällen überliefert, sogar als Träger literarischer Texte. Bei der Aufdeckung verblich die Schrift meist sofort. Um sie wieder lesbar zu machen, mussten die Tafeln zur Konservierung zuerst in Alkohol und Äther getränkt und dann bei Infrarotlicht fotografiert werden. Alan K. Bowman stellte fest, dass die Texte in Kursivschrift aufgebracht worden waren. Diese war nur unter Mithilfe von Spezialisten wie dem Papyrologen J. David Thomas zu entziffern, da die Buchstabenformen – besonders bei häufig vorkommenden wie beispielsweise s, p, t, i – fast nicht zu unterscheiden waren.
Neben den Holztäfelchen fanden sich bei den Grabungen auch die Überreste von Wachstafeln (tabulae ceratae), deren Reste im gesamten römischen Reich zu finden sind. Das Wachs war in Vindolanda bereits vergangen, so dass sich lediglich noch Ritzspuren des Griffels auf dem hölzernen Untergrund der Tafeln fanden. Es stellt eine große Herausforderung dar, diese Ritzspuren zu entziffern.

## Cohors IX Batavorum
Die Cohors IX Batavorum ist durch mehrere Tafeln für den Standort Vindolanda belegt. Die Tafel II/155 belegt, dass am 25. April eines unbestimmten Jahres 343 Mann der Einheit zur Arbeit in einer fabrica abgestellt waren; darunter waren 12 Schuhmacher und 18 Bauarbeiter für das Badehaus.

## Cohors I Tungrorum
Ein interessantes Schriftstück ist ein Stärkebericht der Cohors I Tungrorum milliaria (1. Doppelkohorte der Tungrer, 1000 Mann) von einem 18. Mai in einem nicht genannten Jahr des ausgehenden ersten Jahrhunderts n. Chr. Er gibt einen Einblick in den Alltag einer römischen Auxiliareinheit. Die Gesamtstärke der unter dem Kommando des Kohortenpräfekten (Praefectus cohortis) Julius Verecundus, stehenden Truppe wird in der Akte mit 752 Mann inklusive ihrer Offiziere angegeben, wobei 456 Soldaten zu verschiedenen Kommandos abgestellt worden waren. Somit befanden sich noch 296 Mann unter einem Centurio in Vindolanda, von denen rund zehn Prozent (31 Soldaten) dienstuntauglich geschrieben waren: 15 waren krank (aegri), sechs verwundet (volnerati) und zehn litten an Augenentzündung (lippientes). Selbst bei voller Mannschaftsstärke besaß die Kohorte nur sechs Centurionen. Von den extern abgestellten Männern waren 46 als Gardereiter des Statthalters (singulares legati) einem gewissen Ferox (officio Ferocis) überstellt worden. Die Person mit dem Cognomen Ferox bleibt im Dunkeln, doch sie muss eine wichtige, hochrangige Stellung innegehabt haben. Mindestens zwei Persönlichkeiten dieser Zeit tragen den Beinamen Ferox: C. Pompeius Ferox Licianus (kurz Ferox Licianus?), ein Höfling und Gartenbesitzer zur Zeit des Kaisers Domitian (81–96), sowie Cn. Pompeius Ferox, Suffektkonsul des Jahres 98, der möglicherweise mit dem zuvor genannten Ferox Licianus identisch ist. Dieser Ferox oder Ti. Julius Ferox, designierter Konsul des Jahres 99, den Plinius in höchsten Tönen lobt, könnten mit dem auf dem Täfelchen erwähnten Ferox identisch sein. 337 weitere Angehörige der Tungrerkohorte waren mit zwei oder drei Zenturien nach Coria (Corbridge) abgestellt, und ein Centurio hielt sich in Londinium (London) auf. Die Aufgaben der anderen abwesenden Soldaten, die zu Einheiten von 6, 9, 11 und 45 Mann unterwegs waren, können nicht mehr festgestellt werden. Die vom klassischen Schema abweichende Anzahl der Soldaten dieser Kohorte lässt vermuten, dass sie gerade von einer einfachen Kohorte Cohors quingennaria (500 Mann) zu einer Doppelkohorte Cohors milliaria (1000 Mann) aufgestockt worden war. Eine andere Auslegung stellt das klassische Bild der „ein Kastell – eine Einheit“-Theorie in Frage.

## Sonstige Einheiten
Auf Schreibtäfelchen sind des Weiteren noch die Namen der Ala Sebosiana und der Cohors III Batavorum aufgeführt.

## Edition
- Alan K. Bowman, David Thomas: Vindolanda. The Latin writing tablets. (Britannia monograph series 4). Society for the Promotion of Roman Studies, London 1983, ISBN 0-907764-02-9 (Digitalisat)
- Alan Bowman, David Thomas, The Vindolanda Writing Tablets (tabulae Vindolandenses II). British Museum Press, London 1994, ISBN 0-7141-2300-5
- Alan K. Bowman, John David Thomas: The Vindolanda writing-tablets. (= tabulae Vindolandenses III), British Museum Press, London 2003, ISBN 0-7141-2249-1.